# Siyabonga Siphika
Siyabinga Siphika (Città del Capo, 24 aprile 1981) è un ex calciatore sudafricano, di ruolo centrocampista.

## Carriera

### Nazionale
Con la Nazionale sudafricana ha preso parte alla CONCACAF Gold Cup 2005.